# U 56 (U-Boot, 1916)
U 56 war ein U-Boot der Kaiserlichen Marine. Typschiff der Klasse von sechs Booten, die 1914–1916 bei der Germaniawerft in Kiel mit den Baunummern 233 bis 238 gebaut wurden, war U 51.

## Technische Daten
Die sechs Boote der Klasse verdrängten aufgetaucht 715 Tonnen, getaucht 902 Tonnen und mit voller Gefechtsausrüstung 1.050 Tonnen. Der Aktionsradius betrug 9.400 Seemeilen bei Überwasserfahrt und einer Marschgeschwindigkeit von 8 Knoten, 55 Seemeilen getaucht bei 5 Knoten. Die Boote hatten vier Torpedorohre (zwei im Bug und zwei im Heck) und zwei 8,8-cm-Deckgeschütze. Die Besatzung bestand aus 36 Mann.

## Geschichte
Das Boot wurde am 28. Dezember 1914 auf Kiel gelegt, am 18. April 1916 vom Stapel gelassen, und am 23. Juni 1916 in Dienst gestellt und der II. Flottille zugeteilt.
Das Boot unternahm, unter dem Befehl von Kapitänleutnant Hermann Lorenz, nur eine Kriegsfahrt. Dabei versenkte es vier Handelsschiffe mit insgesamt 5374 BRT, darunter die norwegische Ivanhoe. Am 20. Oktober 1916, in der Barentssee, wurde das Boot von dem russischen Zerstörer Grosowoi unter Kapitänleutnant Kornejew in der Nähe der norwegischen Insel Khorne bei Vardø mit Geschützfeuer angegriffen. Das Boot konnte wegtauchen, wurde aber von dem russischen Kommandanten als versenkt gemeldet. Zwei Wochen später, am Morgen des 3. November 1916, setzte U 56 die von ihm geborgene Besatzung der Ivanhoe bei Lodsvik an Land. Die norwegischen Seeleute waren bei dem Angriff der Grosowoi auf U 56 an Bord des U-Bootes und ihre Berichte über diesen Zwischenfall deckten sich mit denen der Russen.
Danach meldete sich das Boot nicht mehr und gilt daher seit dem 3. November 1916 mit allen 35 Mann Besatzung als vermisst.